# Dionisi (esclau de Ciceró)
Dionisi (en llatí: Dionysius) fou un esclau de Ciceró que tenia importants coneixements i èxits literaris, i el seu amo li va encarregar l'educació del seu fill Marc.
Ciceró el tenia en gran estima per la seva capacitat d'ensenyament i la seva honestedat i el va lloar en diversos passatges de la seva obra, i finalment li va donar la manumissió. Després d'això sembla que Dionisi es va mostrar ingrat i, lamentant-ho, va haver de ser despatxat de la seva feina com educador, però al cap d'un temps Ciceró i ell es van reconciliar.